# Przełom Sanu w Trepczy

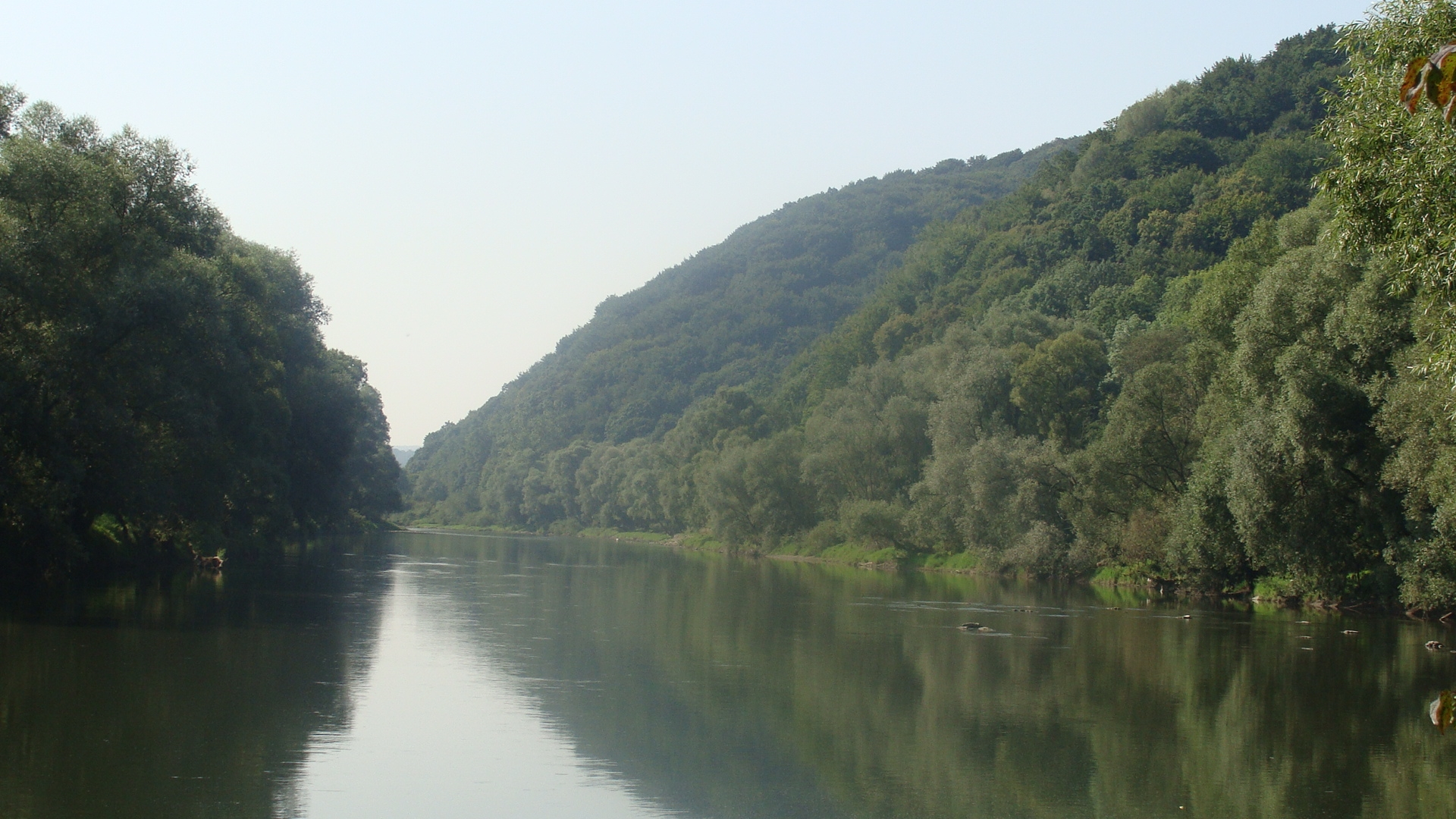
Przełom międzybrodzki na odcinku Sanu pomiędzy Trepczą a Międzybrodziem u podnóża Horodyszcza.

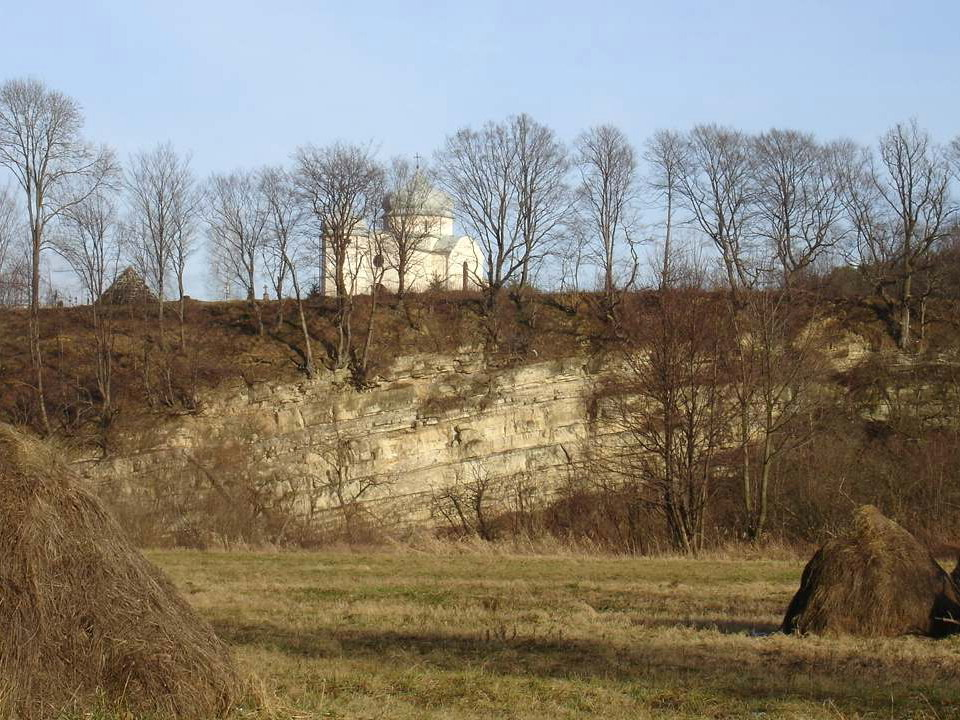
Międzybrodzie – kościół filialny parafii w Trepczy położony nad prawobrzeżną terasą.

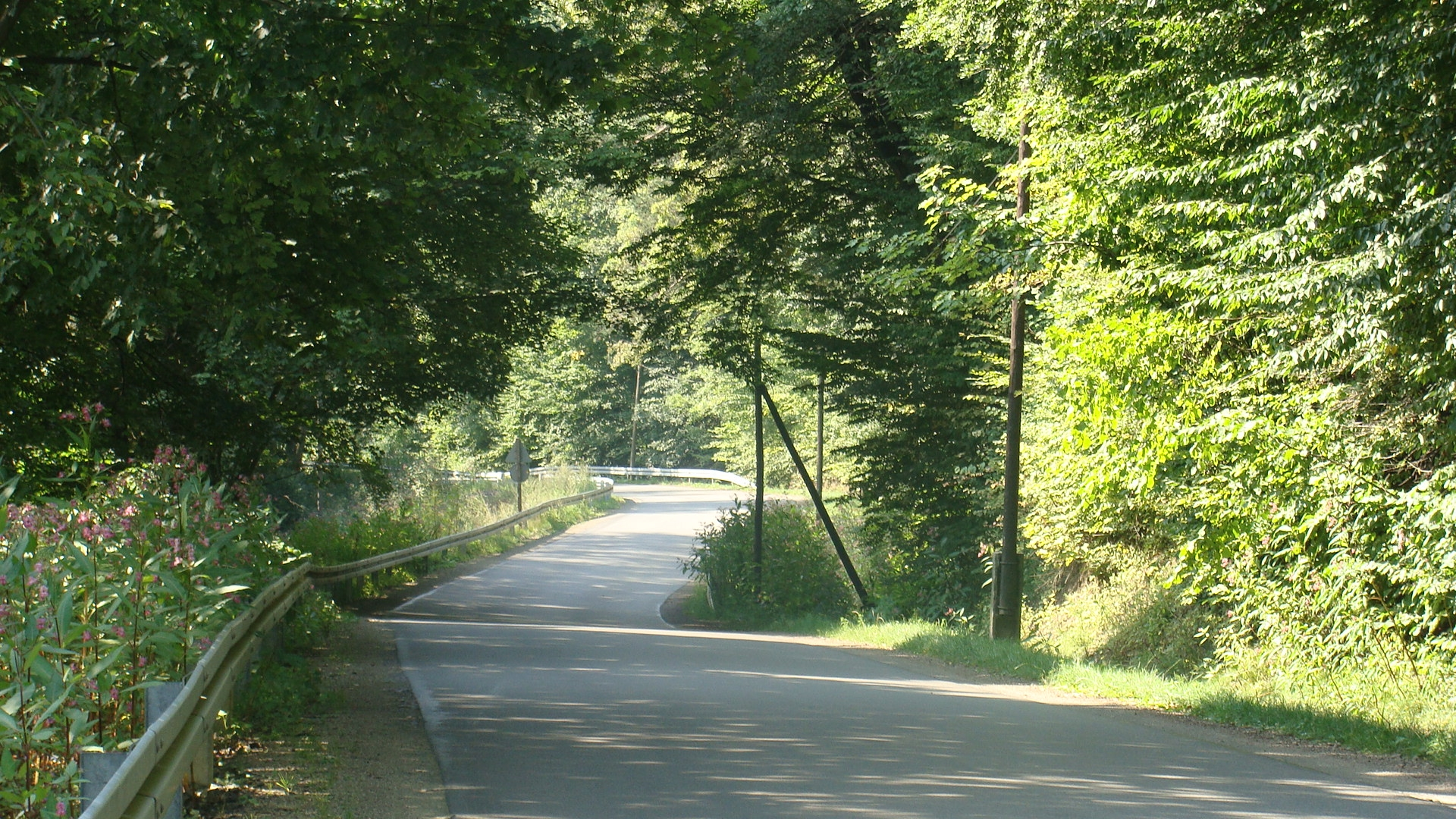
Droga powiatowa nr 2232R Sanok – Mrzygłód nad lewobrzeżną terasą u podnóża Kopacza

Przełom Sanu w Trepczy – tzw. przełom międzybrodzki, wczesnośredniowieczna brama węgierska – mikroregion fizycznogeograficzny, przebiegający południkowo odcinek doliny Sanu o długości 7 km rozdzielający Góry Słonne od Pogórza Dynowskiego, od południa przełom stanowi zamknięcie Kotliny Sanockiej pod masywem Kopacza. Gospodarkę leśną na tym obszarze prowadzi Nadleśnictwo Brzozów. 

## Opis
Przełom rozpoczyna się 3 km poniżej ujścia rzeki Sanoczek do Sanu, koło Międzybrodzia, na północ od Sanoka. W tym miejscu San tworzy  zakole, w którym położona jest wieś Międzybrodzie. Wysokość  lewobrzeżnej ściany przełomowej wynosi 30 m. Nad lewym brzegiem dominuje masyw Kopacza (536 m n.p.m.) Przełom powstał w wyniku erozyjnego działania wody płynącej dnem doliny zbudowanej z pokładów piaskowca krośnieńskiego Gór Słonnych. Historyczna Brzozowa Dolina. 
W okresie wczesnego średniowiecza dominujące nad doliną wzgórze Kopacz stanowiło lokalizację grodziska obronnego o wybitnych walorach strategicznych, zapewniającego kontrolę nad szlakiem handlowym prowadzącym z terenów Rusi do Przemyśla oraz poprzez Sanok na Węgry.
Ślady bytności Celtów datowane są na stanowisku Trepcza-Horodyszcze na 250 r. p.n.e. – do II wieku n.e., było to prawdopodobnie górskie plemię Anartfracti (sprzymierzeńcy Anartów), którzy przywędrowali tutaj znad rzeki Cisy. Poza ceramiką charakterystyczną dla tej kultury, Celtowie zbudowali tu również osadę obronną. Zdaniem archeologów powodem przesiedlenia się Celtów na te tereny były liczne złoża solankowe będące cennym surowcem handlowym i gospodarczym występujące w Górach Słonnych, a których obszar już w starożytności określany był mianem Korneliusza Tacyta  w postaci „Saltus Carpathians”.